# Odiah Sidibé
Odiah Sidibé (Francia, 13 de enero de 1970) es una atleta francesa, especialista en la prueba de 4 × 100 m, en la que ha logrado ser subcampeona mundial en 2001.

## Carrera deportiva
En el Mundial de Edmonton 2001 ganó la medalla de plata en los relevos 4 x 100 metros, con un tiempo de 42.39 segundos, tras Alemania y por delante de Jamaica, siendo sus compañeras de equipo: Sylviane Félix, Muriel Hurtis y Frédérique Bangué.
Al año siguiente, en el Campeonato Europeo de Atletismo de 2002 ganó la medalla de oro en la misma prueba, con un tiempo de 42.46 segundos, llegando a meta por delante de Alemania y Rusia, siendo sus compañeras de equipo en esta ocasión: Delphine Combe, Muriel Hurtis y Sylviane Félix.